# 경험적 회피
경험적 회피(experiential avoidance, EA)는 사고, 감정, 기억, 신체적 감각, 기타 내적 경험(internal experience)을 회피하는 시도, 심지어 그렇게 하면 장기적으로는 해를 끼침에도 하는 것으로 정의한다. 경험적 회피의 절차는 부정적 강화(negative reinforcement)를 통하여 유지되는 것으로 보인다. 부정적 강화는 불편감(discomfort)에 대한 단기적 완화가 회피를 통해 달성되어 회피 행동이 지속될 가능성을 높인다. 중요한 것은, 최근의 정의는 문제가 되는 것은 부정적 사고, 감정, 감각이 아니라, 어려움을 야기할 수 있는 이런 것들에 어떻게 반응하는지에 있다는 것이다. 특히 불편한 사고와 느낌을 경험하는 것을 습관적으로 지속적으로 기피하는 것, 그리고 이런 경험의 회피와 억제는 고의로 불편감을 택하는 것과 달리 광범위한 문제와 연관되는 것으로 간주되며, 그것은 불편감만을 야기할 뿐이라고 본다.

## 배경
경험적 회피는 수용전념치료(ACT) 등 제3의 물결 인지-행동 이론(third-wave cognitive-behavioral theory)들로 유명해졌다.
그러나 일반적 개념은 기타 여러 정신병리학(psychopathology) 이론과 개입에 기반을 두고 있다.

### 현상학적 관점
일부 현상학적 분석은 부정적 상황과 반대 개념 관점에서 경험적 회피의 구조화에 관한 개념적 관심을 일으켜 왔다. 이 관점에서, 고통, 공포, 불안 등 정동적 경험은 명확하고 구조화된 반의어가 없다. "반공포(anti-fear)" 혹은 "반고통(anti-pain)"에 대응한 단독의 경험적 개념이느 서로 잘 맞는 개념은 없다. 단독의 혹은 서로 잘 맞는 경험적 동일체가 없다. 이런 비판은 내적 경험을 이원화하려는 시도(부정적 대 긍정적)는 정서와 감정의 살아있는 복잡성을 과잉단순화하는 것일 수 있다. 이 관점은 심리적 안녕은 특정한 내적 상태가 없는 상태를 특성으로 한다는 가정에 정면으로 도전하며, 대신 줄일 수 없는 미묘한 차이가 있고 역동적인 주관적 경험의 특성이 있다는 것을 강조한다.:49

### 정신역학치료
원래 방어 기제(defense mechanism)는 갈등 유발 동기로부터 발생하는 불쾌한 정동과 불편감을 회피하는 방식으로 개념화되었다. 방어 기제는 다양한 정신병리학 유형의 표현에 기여한다고 간주되었다. 방어 기제 절차를 점진적으로 없애는 것은 치료의 핵심 단계이고 결국에는 심리적 건강을 되찾는 것으로 간주된다.

### 절차-경험 치료
절차-경험 치료(process-experiential therapy)는 내담자 중심 치료, 실존주의 상담, 게슈탈트 치료(Gestalt therapy)를 합친 것이다. 게슈탈트 치료는 자신의 경험 전체를 완전히 이해하고 그것에 마음을 여는 것의 이점을 강조한다. 심리치료사의 일은 "환자의 회피 기반을 탐색하고 완전히 이해하는(explore and become fully aware of [the patient's] grounds for avoidance)" 것과 "환자가 피하고 싶은 것으로 환자를 도로 이끌어 가는([lead] the patient back to that which he wishes to avoid)" 것이다(p. 142). 비슷한 개념은 초기의 인본주의 심리학(humanistic psychology)에서도 보인다. "자극은 환경에서 감각 신경을 통한 모습•색깔•소리의 배열의 영향인지, 혹은 과거로부터의 기억 추적인지, 혹은 공포나 유쾌나 역겨움에 대한 본능적인 감지인지애 관하여, 개인은 이 문제를 '나타내는' 것이며, 그것을 완벽히 의식할 수 있게 하거나 ... 그는 공포와 좌절과 고통의 느낌에 보다 개방적이며 ... 사람은 유기체의 경험을 의식 바깥으로 밀어내기 보다 경험을 완전히 살릴 수 있다(Whether the stimulus was the impact of a configuration of form, color, or sound in the environment on the sensory nerves, or a memory trace from the past, or a visceral sensation of fear or pleasure or disgust, the person would be 'living' it, would have it completely available to awareness…he is more open to his feelings of fear and discouragement and pain...he is more able fully to live the experiences of his organism rather than shutting them out of awareness)."

### 행동치료
기존의 행동치료(behavior therapy)는 환자로 하여금 여러 유형의 공포와 불안에 익숙해지도록 노출시키는 것을 활용하며, 결국 정신병의 현저한 감소를 가져온다. 이런 식으로 노출은 환자가 고통과 불편감을 일으키는 것을 반복적으로 마주하고 그것과의 접촉을 유지한다는 점에서 "대응(counter-acting)" 회피로 간주될 수 있다.

### 인지치료
인지치료(cognitive theory)에서 회피는 부정적 사고 패턴과 도상(schema)의 재검토를 방해하고 왜곡된 신념을 영속시키는 것이다. 이러한 왜곡된 믿음은 다양한 정신병 발병에 기여하고 그것을 유지한다고 본다.

### 제3의 물결 인지-행동 치료
경험적 회피 개념은
수용전념치료(ACT), 변증법적 행동치료(dialectical behavior therapy, DBT), 기능분석 심리치료(functional analytic psychotherapy, FAP), 행동 활성화(behavioral activation, BA) 등 최근의 인지행동치료(cognitive behavioral therapy, CBT) 양식으로 설명되고 목표가 된다.

## 관련 문제
- 고통은 삶에 있어 피할 수 없는 부분이다. 따라서 회피는 그저 일시적인 해결책에 지나지 않는다.
- 회피는 불편감, 고통, 불안이 나쁘거나 위험하다는 생각을 강화한다.
- 회피를 유지하는 것은 노력과 에너지가 필요하다.
- 회피는 현재 진행중인 것을 온전히 경험하는 것을 희생하여 초점을 제한한다.
- 회피는 다른 중요하고 가치 있는 삶의 단계에 방해가 된다.

## 실증
- 실험실 기반 사고 억제(thought suppression) 연구는 특정 사고의 억압에 대한 일치된 시도는 그 사고의 증가를 야기하기도 한다는 점에서, 회피는 역설적이라는 것을 제시한다.[16]
- 정서 억제(emotional suppression)와 고통 억제(pain suppression)  연구는 회피가 장기적으로는 효과적이지 못하다고 밝혔다.[17][18] 반대로, 불쾌한 정서를 표현하는 것은 단기적으로는 부정적인 반응을 늘리지만 장기적으로 개선 효과를 가져올 수 있다.[19]
- 노출기반치료(exposure-based therapy) 기법은 광범위한 정신 질환을 치료하는데 효과적이라고 밝혀졌다.[11]
- 여러 자기보고 연구는 경험적 회피와 연관 구성체(회피 대처, 사고 억제)가 정신병과 다른 기능부전과 연관시켜 왔다.[20][21][22][23]

## 정신병리학적 관련성
겉보기에 다른 병리학적 행동 형태들은 공통된 기능(즉 스트레스 회피 시도)로 이해될 수 있다. 예시는 다음과 같다.
| 진단                 | 예시행동                                    | 회피 대상                                   |
| -------------------- | ------------------------------------------- | ------------------------------------------- |
| 주요 우울 장애       | 고독/자살                                   | 비통감, 죄책감, 낮은 자기가치감             |
| 외상후 스트레스 장애 | 트라우마 상기 요인 회피, 과각성             | 기억, 불안, 안전에 대한 우려                |
| 사회 불안 장애       | 사회적 상황 회피                            | 불안, 타인의 판단에 대한 우려               |
| 공황 장애            | 공황 유도 상황 회피                         | 공포, 생리학적 감각                         |
| 광장공포증           | 집이나 기타 "안전지대"를 벗어나는 여행 제한 | 불안, 공황 증상을 갖는 것의 공포            |
| 강박장애             | 체킹/의례                                   | 후속 결과에 대한 우려("오염contamination")  |
| 물질 사용 장애       | 알코올/약물 남용                            | 정서, 기억, 철수 증상                       |
| 섭식 장애            | 음식물 섭취 제한, 하제(purging)             | "과체중"에 대한 우려, 통제 상실에 대한 공포 |
| 경계선 성격장애      | 자해 (손목 긋기)                            | 높은 정서적 각성                            |

## 삶의 질과의 관련성
경험적 회피의 가장 중대한 타격은 개인의 삶에 있어 중요하고도 가치 있는 단면을 방해하거나 저해하는 잠재력이다. 즉 경험적 회피는
개인이 깊이 간직하고 있는 가치를 희생하면서 발생할 때에 특히 문제가 된다고 본가. 예시는 다음과 같다.
- 불편감을 일으키기에 중요한 과업을 미룬다.
- 실패나 실망에 대한 걱정을 회피하려는 시도 때문에 중요한 기회를 이용하지 않는다.
- 들여야 하는 노력 때문에 신체적 활동/운동, 유의미한 취미, 기타 오락 활동을 하지 않는다.
- 유발하는 불안과 부정적 사고 때문에 사회 모임이나 타인과의 상호작용을 회피한다.
- 타인이 자기를 인식하는 방식에 관하여 불안을 절제하려는 시도 때문에 사회 모임에 완전히 참가하지 못한다.
- 환경에서의 위험 징후를 감지하고 있어 타인과의 유의미한 대화에 전적으로 참여할 수 없다("안전하지 못함"을 느끼는 것을 회피하려는 시도).
- 취약성의 느낌을 회피하려는 시도 때문에 가까운 관계를 "연결"하고 유지하는 능력이 없다.
- 불편감, 죄책감, 관계 해체가 수반되는 잠재적 고독감을 회피하고자 "나쁜" 관계에 머무른다.
- 불편한 느낌(약물이나 알코올 남용으로 달성)이나 철수 증상을 경험하기를 꺼려하기 때문에 결혼이나 아동과의 접촉을 피한다.
- 불안이나 공황 증상을 회피하고자 중요한 졸업식, 결혼식, 장례식, 기타 가족 행사네 참석하지 않는다.
- 지루, 공허, 무가치감을 회피하고자 자기파괴적 행동을 한다.
- 들여야 하는 노력이나 고통 때문에, 기능하거나 기본적 책무(개인 위생, 기상, 일하러 가기, 음식 구매)를 돌보지 않는다.
- 불편감 회피에 너무 많은 시간을 들여, 삶에서 누군가 혹은 무언가를 위해 쓰는 시간이 거의 없다.

## 측정

### 자기보고
수용 및 행동 설문(Acceptance and Action Questionnaire, AAQ)은 표면적으로 경험적 회피 측정으로 설계된 최초의 자기보고 측정이지만, 이후로는 "심리적 유연성(psychological flexibility)" 측정 도구로 개념화되었다.  62 항목 다몀적 경험적 회피 설문(62-item Multidimensional Experiential Avoidance Questionnaire, MEAQ)은 경험적 회피의 다양한 측면을 측정하고자 개발되었다. 간단 경험적 회피 설문(Brief Experiential Avoidance Questionnaire, BEAQ)은 MEAQ 항목을 사용한 15항목 측정 도구로 경험적 회피 측정에 가장 광범위하게 사용되어 왔다.

## 같이 보기
- 과각성
- 외상후 스트레스 장애
- 회피 대처
- 회피성 성격장애